# Введенский монастырь (Сольвычегодск)
Сольвычегодский Введенский монастырь — недействующий мужской православный монастырь в городе Сольвычегодске Котласского района Архангельской области (Россия).

## История

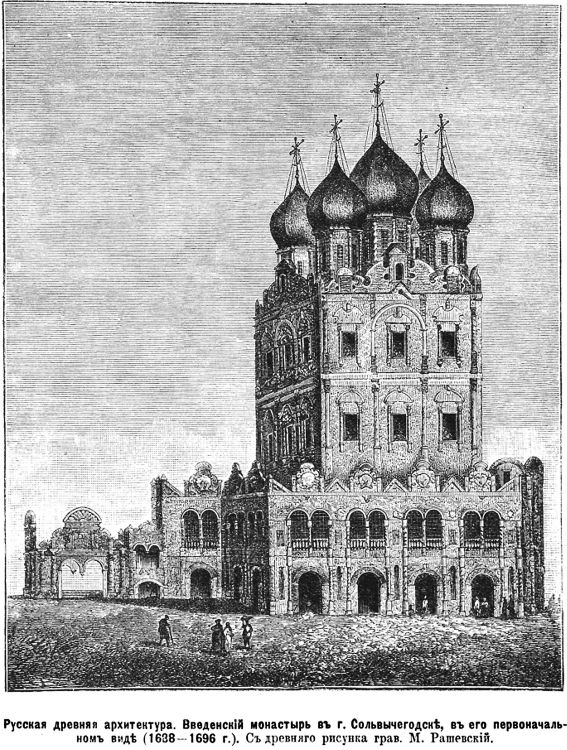
Первоначальный вид собора (XVII век). Собор охватывают галереи — гульбища, которые сейчас заложены

Основан братьями Строгановыми в 1565 году на берегу маленькой речки Солонихи (Усолки). В том же году была поставлена деревянная ограда монастыря. Сыновья Аники Строганова — Яков, Григорий и Семён — поставили в 1565—1570 годах в монастыре деревянный собор во имя Введения Богоматери во храм. Собор был освящён в 1570 году; Аника Строганов пожертвовал в собор икону «Введение».
Расцвет монастыря связан с именем купца, промышленника и мецената Григория Дмитриевича Строганова. Он создал несколько церковных хоров из крепостных крестьян, которые пели в монастыре. В 1688 году вместо сгоревшего деревянного монастырского собора Г. Д. Строганов начал строить новый каменный собор. Введенский собор строился восемь лет и был закончен в 1693 году, однако освящён лишь в 1712 году. Это было первое сооружение так называемого «строгановского барокко» (к тому же направлению принадлежит Рождественская (Строгановская) церковь в Нижнем Новгороде и собор в Верхотурье). Резной семиярусный иконостас собора был изготовлен в 1693 году артелью московских резчиков во главе с мастером Григорием Ивановым. Иконы писал крепостной иконописец Строгановых Степан Нарыков, учившийся за границей и перенявший там манеру и технику письма.
В конце XVII века монастырь был истреблён пожаром, однако затем восстановлен. Рядом с Введенским собором некогда находилась высокая колокольня (не сохранилась), а между ней и храмом находились могилы местно почитаемых юродивых Михаила, Иродиона, Фомы и Ивана Самсоновича. Монастырь окружала каменная ограда (не сохранилась).
Монастырь упразднён после революции. Колокольня и ограда были сломаны. Архимандрит монастыря Феодосий (Соболев) — расстрелян в Коряжемском Николаевском монастыре. В 2005 году расстрелянный в 1918 году архимандрит Феодосий был причислен к лику святых.